# Donji Žagari
Donji Žagari – wieś w Chorwacji, w żupanii primorsko-gorskiej, w mieście Čabar. W 2011 roku liczyła 8 mieszkańców.